# Be a Brother
| Оценки критиков          | Оценки критиков |
| Источник                 | Оценка          |
| ------------------------ | --------------- |
| Allmusic                 | [ 1 ]           |
| Christgau's Record Guide | A–              |
| The Village Voice        | A               |

Be a Brother — третий альбом группы Big Brother and the Holding Company, выпущенный в 1970 году. Это был их первый альбом после ухода Дженис Джоплин. На её место были приглашены гитарист Дэвид Шеллок и авторы-исполнители Ник Гравенитес и Кэти Макдональд.
В альбом вошли десять оригинальных композиций Holding Company; хотя песня «Home on the Strange» указана как «Аранжированная и адаптированная П. Албином и С. Эндрю», на самом деле это новая композиция, не являющаяся производной от какого-либо произведения, находящегося в общественном достоянии.

## Список композиций
1. «Keep On» (Сэм Эндрю, Питер Албин, Дэвид Гетц, Джеймс Гёрли, Дэвид Шеллок) — 4:21
2. «Joseph’s Coat» (Ник Гравенитес, Джон Чиполлина) — 3:10
3. «Home on the Strange» (Албин, Эндрю) — 2:15
4. «Someday» (Эндрю) — 2:17
5. «Heartache People» (Гравенитес) — 6:36
6. «Sunshine Baby» (Эндрю, Албин, Гетц, Гёрли, Шеллок) — 3:30
7. «Mr. Natural» (Эндрю) — 3:31
8. «Funkie Jim» (Эндрю, Албин, Гетц, Гёрли, Шеллок, Гравенитес) — 3:47
9. «I’ll Change Your Flat Tire, Merle» (Гравенитес) — 3:14
10. «Be a Brother» (Гравенитес) — 3:04

## Участники записи
Big Brother and the Holding Company
- Ник Гравенитес — ведущий[англ.] (2, 5, 8-10) и бэк-вокалы
- Сэм Эндрю — гитара, ведущий (1, 4, 6, 7) и бэк-вокалы
- Дэвид Шеллок — гитара, бэк-вокал
- Питер Албин — гитара
- Джеймс Гёрли — бас-гитара, гитара
- Дэвид Гетц — ударные, фортепиано

а также:
- Кэти Макдональд[англ.] — вокал
- Ричард Грин[англ.] — скрипка
- Майк Финниган[англ.] — клавишные
- Tower of Power[англ.] — духовая секция
- Ира Камин
- Марк Нафталин[англ.]

Технический персонал
- Дэвид Браун, Джерри Хохман, Сай Митчелл — звукорежиссёр
- Боб Зайдеманн[англ.] — дизайн альбома, фотография
- Джон Ван Хамерсвельд — концепция дизайна

## Чарты
| Чарт (1967)         | Высшая позиция |
| ------------------- | -------------- |
| США (Billboard 200) | 179            |